# Вестон (Ајдахо)
Вестон (енгл. Weston) град је у америчкој савезној држави Ајдахо.

## Демографија
По попису из 2010. године број становника је 437, што је 12 (2,8%) становника више него 2000. године.
| Група             | 2000.       | 2010.       |
| Белци             | 407 (95,8%) | 428 (97,9%) |
| Афроамериканци    | 0 (0,0%)    | 2 (0,5%)    |
| Азијати           | 0 (0,0%)    | 0 (0,0%)    |
| Хиспаноамериканци | 14 (3,3%)   | 2 (0,5%)    |
| Укупно            | 425         | 437         |